# Małe Szczepanki
Małe Szczepanki – nieoficjalna część wsi Szczepanki w Polsce położona w województwie kujawsko-pomorskim, w powiecie grudziądzkim, w gminie Łasin.
Miejscowość leży przy drodze wojewódzkiej nr 538.
W latach 1975–1998 miejscowość administracyjnie należała do województwa toruńskiego.